# Ante Hamersmit
Ante Hamersmit, né le 2 juin 1949 à Senj en Yougoslavie (auj. en Croatie), est un footballeur et entraîneur croate.

## Biographie
Cet attaquant est finaliste de la Coupe de France 1980 avec l'US Orléans.
De 2002 à 2007, Ante Hamersmit est l'entraîneur du Sablé Football Club.

## Palmarès
- Finaliste de la Coupe de France 1980 avec l'US Orléans

## Source
- Marc Barreaud, Dictionnaire des footballeurs étrangers du championnat professionnel français (1932-1997), l'Harmattan, 1997.